# Militärflugplatz Tiyas

i8
i11
i13
Der Militärflugplatz Tiyas, nach einer nahegelegenen Pumpstation häufig auch als T4 bezeichnet, befindet sich 5 km südwestlich des Dorfes Tiyas in Syrien, an der Verbindungsstraße zwischen Homs (80 km) und Palmyra (60 km).
Die Anlage wird offiziell von den syrischen Luftstreitkräfte betrieben, gilt aber auch als Basis der iranischen Streitkräfte im Syrischen Bürgerkrieg. Sie wurde im Februar und im April 2018 zum Ziel von Luftangriffen.

## Bürgerkrieg
Im Syrischen Bürgerkrieg griffen Kämpfer der Terrormiliz Islamischer Staat im Juli 2015 die Pumpstation T4 an, wurden aber nach syrischen Staatsmedien von Armee und Luftwaffe zurückgeschlagen.
2016 griffen IS-Kämpfer T4 erneut an, nachdem sie zuvor die Regierungstruppen in Palmyra besiegt hatten.
Im September 2017 berichteten Staatsmedien von einer Serie schwerer Explosionen in einem Munitionslager der Anlage.
Mit der Regierung von Präsident Baschar al-Assad Verbündete aus dem Iran benutzen Tiyas mit offizieller Genehmigung als Basis.

### Angriff vom Februar 2018
Am 10. Februar 2018 griffen israelische Kampfflugzeuge T4 an. Nach Einschätzung von Analysten war es dabei das Ziel der Israelis, Waffenlieferungen an die mit dem Iran verbündete Hisbollah-Miliz im Libanon zu zerstören.

### Angriff vom April 2018
T4 wurde in der Nacht auf den 9. April 2018 nach Angaben syrischer Staatsmedien von mehreren Raketen getroffen. Weitere Raketen seien zuvor abgefangen worden. 14 Personen sollen nach Angaben von SOHR-Beobachtern auf der Anlage getötet worden sein. Mindestens sieben der Opfer wurden später von iranischen Medien als iranisches Militärpersonal identifiziert.
Kurz vor dem Angriff hatte die Syrische Luftwaffe Anfang April 2018 Angriffe auf Ost-Ghuta bei Damaskus geflogen, bei denen sie beschuldigt wurde, Giftgas abgeworfen zu haben. Syrische Staatsmedien verdächtigten deshalb zunächst die USA nach Drohungen von Präsident Donald Trump für den Angriff auf T4 verantwortlich zu sein, auch über einen französischen Angriff wurde nach entsprechenden Äußerungen von Präsident Emmanuel Macron spekuliert, aber die Anschuldigungen wurden von offizieller Seite zurückgewiesen. Israel kommentierte den Angriff vom 9. April zunächst nicht. Das russische Verteidigungsministerium bezichtigte jedoch die israelische Luftwaffe gegen 4 Uhr Ortszeit mit zwei F-15 Jagdbombern aus dem Luftraum des Libanon acht Marschflugkörper auf T4 gestartet zu haben. Drei davon hätten das Ziel getroffen.